# Jean de Léaumont
Jean de Léaumont, plus connu sous le nom de Puygaillard, mort en 1584, seigneur de Puygaillard, baron de Brou et de Moré, gouverneur d'Anjou de 1568 à 1574.

## Biographie
Jean de Léaumont, seigneur de Puygaillard, (1510-1584), grand maréchal des camps et armées du roi, chevalier de l'Ordre du Saint-Esprit, est issu de la famille de Léaumont, de noblesse chevaleresque, originaire de Lomagne, en Guyenne. Il a été marié à  Marie de Maillé (+1577) et à Françoise du Puy-du-Fou (1530-1589), dame d'honneur de Catherine de Médicis,  sans avoir laissé de postérité. La lignée de sa famille est maintenue par ses neveux.
Le 28 avril 1552 Noble Gilis de Léaumont, seigneur de Puygaillard, Garies et autres places baille à Noble Jean de Léaumont capitaine de cavalerie légère son frère, pour sa part en la succession paternelle estimée à 5000 livres, la seigneurie de Garies, sauf le moulin sis aux Turrats, en cours de construction, à pacte de rachat (acte de Gailhard de Manso notaire de Gramont);
La Chesnaye-Desbois décrit Jean de Léaumont comme  l'un des plus vaillants officiers de son siècle qui s'est distingué sous les règnes de Charles IX et d'Henri II. À la tête des armées royales catholiques, il a été opposé au capitaine huguenot, François de La Noue avec des fortunes diverses de part et d'autre. Grièvement blessé près Fontenay-le-Comte, ses lieutenants voulurent lui faire quitter le champ de bataille: il répondit : Je suis blessé, mais non pas mort, je continue à combattre.

## 1562: Capitaine de l'Armée royale
En 1562, il est nommé capitaine dans l'armée royale pour faire régner l'ordre dans la province angevine. Il dispose de nombreux gardes à Angers et  de huit archers de maréchaussée à Saumur. Sous les ordres du comte de Montpensier gouverneur d'Anjou, l'armée royale  dirigée par Jean de Léaumont reprend le 6 mai 1562 le contrôle de la ville d'Angers que les compagnies huguenotes occupaient depuis  le début de l'année.
Les troupes protestantes convergent alors vers Saumur dont elles se rendent maîtresses le 10 mai. Désormais totalement maîtres de la ville, les réformés s'en prennent aussitôt aux églises, aux reliques, aux statues, aux richesses du clergé. L'armée catholique royale réoccupe Saumur le 10 juillet suivant sans combat, les troupes protestantes s'étant enfuies de la ville.

## 1568: Gouverneur d'Anjou
En 1568, il devient  gouverneur d'Anjou jusqu'en 1574, succédant au redouté duc de Montpensier, ennemi des huguenots. Puygaillard, est chargé de combattre, au nom du roi, la révolte protestante, au cours de la Troisième guerre de religion (1568-1570), à Saumur et à Angers.
Les huguenots, dit Louvet, commencent à leur assemblée à prendre les armes : lesquels prirent la ville de Château-Gontier, où ils firent de grants ravages, pilleries et voleries et saccagèrent tout autour de ladite ville Cela se passait le 1er septembre 1568. Vers la fin du mois, M. de Leaumont, sieur de Puy-Gaillard, voulant faire rentrer la ville dans l'ordre et l'obliger à contribuer aux frais de la guerre avec les habitants d'Angers, envoya le sieur de Chavigny, « auquel les portes furent fermées par les habitants ; ce qu'estant, ledit sieur de Puy-Gaillard averti y alla en personne avec des troupes auxquelles ils fermèrent lesdites portes. Ce que voyant, ledit sieur les fit rompre à coups de hache et y entra, et mit des compagnies dans la ville, oultre le nombre qui y estoit.
En son absence, c'est le  baron de Montsoreau, Jean de Chambes  qui, quatre jours après la Saint-Barthélémy, procède à un  massacre de protestants à Saumur et à Angers, le 28 août 1572. Le baron de Montsoreau est chapitré par sa sœur, moniale à l'Abbaye de Fontevraud ainsi que par Gabriel Bouvery, évêque d'Angers et chef des ligueurs catholiques angevins.